# Teodor I Paleolog
Teodor I Paleolog (ur. po 1347, zm. 24 czerwca 1407) – despota Morei od 1383 do 24 czerwca 1407 roku.

## Życiorys
Najmłodszy syn Jana V Paleologa. Przejął jako pierwszy z Paleologów Mistrę po Kantakuzenach. Jego żoną była od 1385 Bartolomea Acciaiuoli, córka Nerio I Acciaiuoli.